# Escarapela de Bolivia

Escarapela de Bolivia.

La escarapela de Bolivia es una divisa compuesta por una cinta tricolor, plegado alrededor de un punto central. Es utilizado por los bolivianos, mostrando el fervor patriótico durante las fiestas patrias del país en el mes de agosto. La escarapela boliviana es un emblema nacional por ley y se lo coloca, mayormente, en el pecho izquierdo durante desfiles y actos cívicos. Los colores de la escarapela hacen referencia a la bandera de Bolivia, ordenados de la siguiente manera: el rojo en el borde exterior, el amarillo en la banda central y el verde en la parte interior. A veces suele ser utilizado con dos cintas en la parte inferior de la escarapela, igualmente utilizando los colores patrios.

## Historia

Escarapela boliviana entre 1825 y 1826.

La escarapela nació como un legado histórico e insignia surgida de la revolución francesa por la necesidad de llevar una cinta pequeña con los colores que identifiquen una identidad nacional. Es hecha en forma de rosca para reconocer a los de una facción o bando en los diversos partidos que se formaban sobre algún asunto político. También se llamaba así la cinta doblada o arrollada que llevaban los caballeros en los torneos y que, todavía hoy, se representa en los escudos.

### Primera escarapela
El 17 de agosto del año 1825 la Asamblea General de la República de Bolívar, ahora Bolivia, fijó mediante decreto, la bandera boliviana y el Escudo de Armas del flamante país, y junto con esto se creó la primera escarapela boliviana en su artículo 7°:

La Escarapela que han de llevar los ciudadanos de la República será bicolor, como sus banderas, es decir entre verde y punzó, y una estrella color de oro en el centro.
Asamblea General de la República Bolívar, Decreto, 17 de agosto de 1825.

Ésta representaba los colores de la primera bandera boliviana, usada entre los años 1825 y 1826.
La escarapela boliviana fue modificada por Decreto Supremo de 1 de enero de 1924, durante la presidencia de Bautista Saavedra.